# صيد خارج الحلبة
صيد خارج الحلبة (بالكورية: 사냥개들) هو مسلسل كوري جنوبي، بطولة وو دو-هوان، لي سانغ-يي، بارك سونغ-وونغ، هوه جون-هو. تم اصداره على نتفليكس في 9 يونيو من عام 2023.

## القصة
جون-وو (وو دو-هوان) ملاكم واعد. والدته غارقة في الديون مع المقرض القرش ميونغ جيل (بارك سونغ وونغ)، وهو صاحب نفوذ وسيئ السمعة في مجال إقراض الأموال. لسداد ديون والدته، ترك جون-وو الملاكمة وبدأ العمل مع الرئيس التنفيذي تشوي (هيو جون-هوه).
كان الرئيس التنفيذي تشوي في يوم من الأيام شخصية أسطورية في مجال إقراض الأموال، لكنه اختفى فجأة. في أحد الأيام، ظهر مرة أخرى وبدأ في إقراض المال دون فائدة لمن هم في ورطة.  يسمح لـ جون-وو بالعمل معه.  هيون-جوو (كيم ساي-رون)و وو-جين (لي ساتغ-يي) يعملان أيضًا مع الرئيس التنفيذي تشوي.

## الطاقم

### رئيسي
- وو دو-هوان في دور كيم جيوون-وو[5]
- لي سانغ-يي في دور هونغ جين
- بارك سونغ-وونغ في دور كيم هيونغ-جيل
- هوه جون-هو في دور الرئيس تشوي

### داعم
- جونغ داي اون في دور تشا تي. هيون-غوو[6]
- ريو سو يونغ
- لي هيي-يونغ
- تاي وون سيوك
- تشوي يونغ-جون
- تشوي سي وون

## الإنتاج
المسلسل من كتابة واخراج وانتاج من قبل كيم جا-سون، يعمل ثلاث فرق انتاج للمسلسل استوديو إن، سيد فيلم، سافن أوسيكس، وهي سلسلة أصلية لصالح شبكة نتفليكس.

## روابط خارجية
- صيد خارج الحلبة على موقع IMDb (الإنجليزية)
- صيد خارج الحلبة على موقع نتفليكس (الإنجليزية)
- صيد خارج الحلبة على موقع فيلمافينيتي (الإسبانية)
- صيد خارج الحلبة على موقع قاعدة بيانات الفيلم (الإنجليزية)